# Gastroenterologi
Gastroenterologi (nylatinska av gastro, enteron i betydelse tarm och logia i betydelse lära) är en medicinsk specialitet som sorterar under invärtesmedicin. Disciplinen rör sjukdomar i mag- och tarmkanalen, samt hepatologin (gallvägar, lever och bukspottkörtel).
Vanliga tillstånd är matstrupe- och magsårssjukdomar, akuta och kroniska leversjukdomar och skrumplever, näringsupptag som är rubbat, sjukdom i gallblåsa och gallgångar, inflammatorisk tarmsjukdom, samt cancer i magsäck/tjocktarm.
Symptom i mag-tarmkanal kan bero av psykologiska mekanismer, ej organiska sjukdomar.
Endoskopiska undersökningar är viktiga vid diagnostisering.